# Разгром алжирских демонстраций в Париже
17 октября 1961 года французская полиция жестоко подавила в Париже протесты выходцев из Алжира против войны в Алжире.

## Инцидент
По личному указанию главы городской полиции Мориса Папона (впоследствии осуждённого за более ранние преступления против человечности) полиция жестоко разгоняла митинги алжирцев, которых вышло на улицы не меньше 30 000 человек. Митинговавшие протестовали от имени Национального фронта освобождения Алжира — FLN. За два месяца до этого FLN усилила террористическую деятельность во Франции, как ответ на войну Франции против Алжира.
Многие демонстранты погибли, когда полиция целенаправленно прижала их к берегу реки Сена. Некоторых избивали до потери сознания, после чего сбрасывали в реку. Другие демонстранты были убиты во дворе штаб-квартиры полиции Парижа, после того как их, арестованных, доставили туда полицейские автобусы. Полицейские, участвовавшие в убийствах, принимали меры для сокрытия своих личностей — удаляли идентификационные номера со своей одежды.

## Роль Мориса Папона
Жёсткий разгон протестов планировался заранее, материалы в доказательство этой теории собирал историк Жан-Люк Эйнауди. Он же выиграл суд против главы полиции Мориса Папона в 1999 году. Морис Папон был осуждён по обвинению в преступлениях против человечности за его действия на службе у коллаборационистского режима Виши во время Второй мировой войны. Официальная документация свидетельствует, что массовое убийство было спланировано именно Папоном. Полицейские отчёты указывают на то, что Папон подговорил офицеров одной из полицейских частей устроить провокацию на митинге и гарантировал им защиту от судебного преследования.
До своего назначения на должность начальника парижской полиции в марте 1958 г. Папон с 1956 года был префектом полиции в провинции Константиния в Алжире. активно участвовал в подавлении беспорядков среди гражданского населения и применял пытки. Во время кризиса в мае 1958 года он показал себя ярым антисемитом и антиалжирцем, выкрикивал лозунги, согласно которым алжирцев и «грязных евреев» нужно было утопить в Сене. Несмотря на подобные убеждения, Папон пользовался явным покровительством министра внутренних дел Франции Мориса Бурже-Монури и был назначен главой полиции Парижа.
После установления Пятой республики под руководством лидера «Свободной Франции» Шарля де Голля Морис Папон продолжил пользоваться доверием властей Парижа и стал создавать особые полицейские силы, распределённые по разным района Парижа, специализирующиеся на репрессионных мерах воздействия. Людей в эти отделения он набирал из ветеранов войны в Индокитае, которую Франция вела в 1946—1954 годах, и молодых людей, возвращавшихся или бежавших из Алжира.
25 августа 1958 года алжирская националистическая организация FLN убила трёх полицейских на бульваре Де Лопиталя в 13-м округе. Морис Папон ответил на это организованными, массовыми рейдами против алжирского населения в Париже и его пригородах. Более 5000 алжирцев были задержаны и собраны в бывшей больнице в 11-м округе и в гимназии Жапи, где в течение двух дней содержались под стражей по обвинению в поддержке FLN.

## Состав полиции
Задержанные свидетели погрома предпочитали хранить молчание, так как в штаб-квартире Сюрте офицеры угрожали свидетелям расправой и судебным преследованием. Насилие исходило главным образом от офицерского состава, рядовые полицейские высказывали возмущение происходящим, но были проигнорированы.
По словам историка Жана-Люка Эйнауди, специалиста по Парижской бойне, одной из главных причин столь жестоких событий 17 октября 1961 года был состав кадрового офицерского корпуса городской полиции Парижа. В неё входили многие люди, поддерживавшие режим Виши во Вторую мировую войну и сотрудничавшие с гестапо. Кроме того, эти полицейские помогали немцам депортировать евреев в концентрационные лагеря.
Подавляющее большинство полицейских, уволенных после освобождения Парижа в 1944 году, были впоследствии снова приняты на службу в полицию. Среди офицеров были члены радикальных ультраправых политических движений.
В то же время полицейские, которые состояли во время Второй мировой войны в Движении Сопротивления, не получали такой же поддержки ввиду нарастания антикоммунистических настроений во Франции, а также в связи с тем, что прокоммунистические министры были изгнаны из правительства в мае 1947 года.

## Реакция и расследование
В течение 37 лет официальный Париж отрицал серьёзность событий 1961 года и лишь в 1998 году признал, что во время разгона демонстраций погибло 40 человек. При этом, по независимым оценкам, количество жертв составило не менее 200 человек.
Сорок лет спустя, 17 октября 2001 года, мэр Парижа Бертран Деланоэ — член партии социалистов — установил мемориальную доску в память о бойне на мосту Сен-Мишель. Оценки числа жертв бойни до сих пор варьируются от 70 до 200 человек.
17 октября 2021 года Эммануэль Макрон стал первым из президентов Франции, который осудил  разгон демонстрации, «назвав его преступлением, которое нельзя простить».
В июне 2022 года газета Mediapart представляет рассекреченные архивные документы президентства де Голля, которые свидетельствуют о том, что президент республики быстро осознал масштабы резни и преступных действий французской полиции 17 октября и последующих событий. Историки, специализирующиеся на том периоде, подтверждают газете, что эти документы свидетельствуют о том, что генерал де Голль был проинформирован о ситуации в последующие дни после резни. В некоторых документах отражено желание Шарля де Голля наказать виновных и отказаться от установления безнаказанности во французской полиции. По словам историка Жиля Мансерона, стремлению де Голля к санкциям помешали его опасения расколоть свое политическое большинство.

## В кино
- События 1961 года и их замалчивание служат подоплёкой семейной кинодрамы Михаэля Ханеке «Скрытое» (2005).
- Парижскому погрому посвящён телефильм «Черная ночь 17 октября 1961» (2005) режиссёра Алена Тасма.
- Финальные эпизоды французского фильма 2010 года «Вне закона» происходят во время Парижского погрома.